# Шабо-Латур, Антуан
Антуан-Жорж-Франсуа Шабо-Латур (фр. Antoine-Georges-François, baron de Chaboud-Latour; 
15 марта 1769, Париж — 19 июля 1832, там же) — барон, французский политический деятель.

## Биография

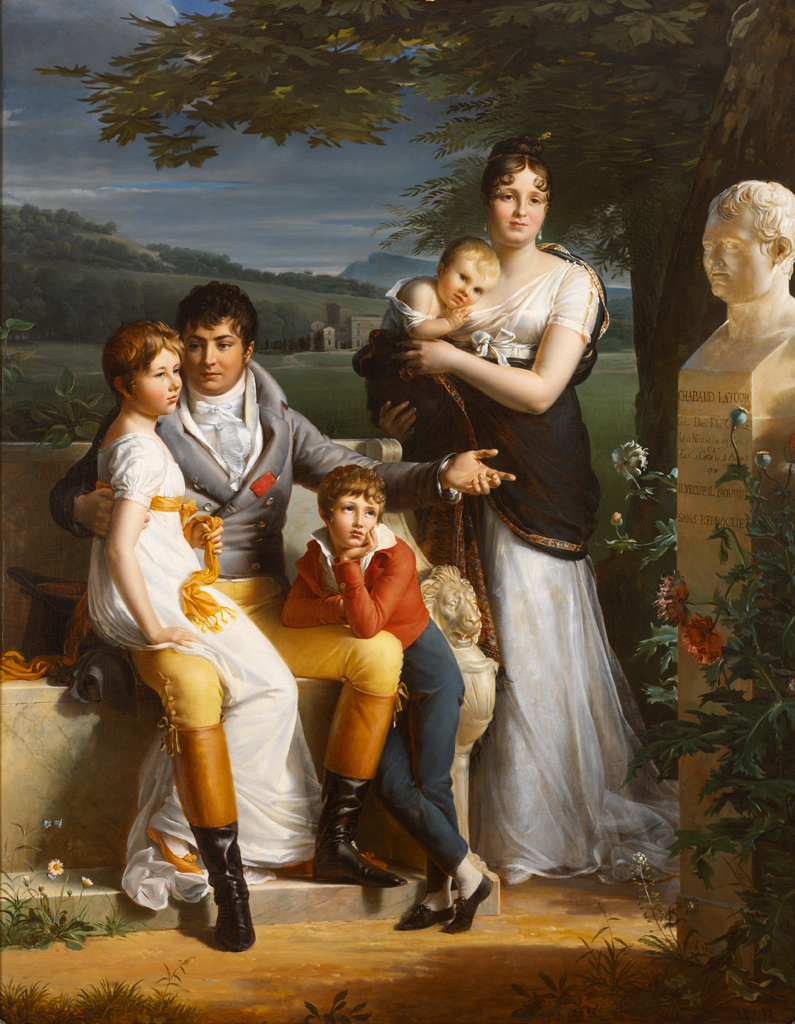
Жак-Люк Барбье-Вальбонн. Семейный портрет Антуана-Жоржа-Франсуа Шабо-Латура. Художественный музей Род-Айлендской школы дизайна, США

Сын полковника, инженера-мостостроителя и начальника инженерного отдела. В 1788 году вступил в армию Франции, служил младшим лейтенантом в инженерном подразделении, в следующем году перешёл в Роганский пехотный полк. В 1791 году командовал легионом Национальной гвардии Франции.
Участник французской революции. Во время террора был арестован как федералист и приговорён в Ниме к смертной казни, но, благодаря энергии его жены, ему удалось спастись бегством за границу. Вернулся во Францию после 9 термидора, сперва жил в уединении и в 1797 году был избран депутатом в Совет пятисот.
После переворота 18 брюмера был назначен членом комиссии, вырабатывавшей конституцию VIII года, затем вступил в трибунат, где скоро обратил на себя внимание как своими талантами, так и безмерной преданностью новому повелителю Франции. С особенной энергией поддерживал в 1804 году предложение дать Наполеону титул императора.
После уничтожения трибуната, в 1807 году впал в немилость; Наполеон лишил его права на принадлежавшую ему долю в газете «Journal des Débats», но возвёл его в рыцари империи 11 августа 1808 года, а консервативный Сенат избрал его депутатом от Гвардии в Законодательном корпусе 6 января 1813 года. Избранный в законодательный корпус в конце империи, Шабо-Латур встал на сторону оппозиции. После падения Наполеона принимал участие в комиссии, вырабатывавшей конституционную хартию.
Во время первой реставрации в качестве депутата высказывался против крайностей реакции. Когда Наполеон вернулся с острова Эльбы, Шабо-Латур удалился в Ним. Во время белого террора мужественно защищал протестантов (сам был протестант) и бонапартистов от преследований ультрароялистов. Получил от Людовика XVIII титул барона 22 ноября 1817 года. 26 октября 1818 года был избран в палату депутатом, где примкнул к конституционной оппозиции. Особенную известность получили его речи против закона 1825 года о святотатстве и против закона 1827 года о печати. В 1827 году потерпел поражение на выборах, и его политическая деятельность окончилась.
Похоронен на кладбище Пер-Лашез.